# Chueca (gmina)
Chueca – gmina w Hiszpanii, w prowincji Toledo, w Kastylii-La Mancha, o powierzchni 11,12 km². W 2011 roku gmina liczyła 270 mieszkańców.